# Фріц Мюллер
Фріц Мюллер (нім. Fritz Müller; 13 жовтня 1907, Ноймаркт — 26 січня 1994, Ешвеге) — німецький офіцер, оберст вермахту (1 липня 1944). Кавалер Лицарського хреста Залізного хреста з дубовим листям.

## Біографія
В квітні 1927 року вступив у 7-й піхотний полку. З 1 жовтня 1937 року — командир 4-ї роти 38-го піхотного полку 8-ї піхотної дивізії (з грудня 1941 року — легка піхотна, з  червня 1942 року — єгерська). Учасник Польської і Французької кампаній, а також Німецько-радянської війни. З 31 липня 1941 року — командир 2-го батальйону свого полку Відзначився у боях під Нікополем. Влітку 1944 року був важко поранений, а після одужання в січні 1945 року очолив об'єднаний полк в Сілезії. 21 січня 1945 року знову важко поранений і втратив праву ногу. В шпиталі був взятий в полон американськими військами.

## Нагороди
- Медаль «За вислугу років у Вермахті» 4-го і 3-го класу (12 років)
- Медаль «У пам'ять 1 жовтня 1938» із застібкою «Празький град»
- Залізний хрест
  - 2-го класу (28 жовтня 1939)
  - 1-го класу (29 травня 1940)
- Штурмовий піхотний знак в сріблі
- Німецький хрест в золоті (19 травня 1942)
- Медаль «За зимову кампанію на Сході 1941/42»
- Лицарський хрест Залізного хреста з дубовим листям
  - лицарський хрест (25 серпня 1942)
  - дубове листя (№477; 14 травня 1944)
- Дем'янський щит (1943)
- Кубанський щит
- Відзначений у Вермахтберіхт
  - «У важких боях останніх днів знову відзначилися німецький 208-й гренадерський полк на чолі з полковником Фріцом Мюллером та румунський 11-й кавалерійський полк на чолі з полковником Черувіним.» (29 квітня 1944)
- Нагрудний знак «За поранення» в золоті